# Atletika na Letních olympijských hrách 1924 – 200 metrů muži
 Běh na 200 metrů mužů na Letních olympijských hrách 1924 se uskutečnil 8. a 9. července v Paříži.

## Výsledky finálového běhu
| *                | jméno           | země                   | čas  |
| ---------------- | --------------- | ---------------------- | ---- |
| Zlatá medaile    | Jackson Scholz  | Spojené státy americké | 21,6 |
| Stříbrná medaile | Charlie Paddock | Spojené státy americké | 21,7 |
| Bronzová medaile | Eric Liddell    | Velká Británie         | 21,9 |
| 4                | George Hill     | Spojené státy americké | 22,0 |
| 5                | Bayes Norton    | Spojené státy americké | 22,0 |
| 6                | Harold Abrahams | Velká Británie         | 22,3 |